# Paralimna boensis
Paralimna boensis är en tvåvingeart som beskrevs av Canzoneri och Rampini 1990. Paralimna boensis ingår i släktet Paralimna och familjen vattenflugor.
Artens utbredningsområde är Sierra Leone. Inga underarter finns listade i Catalogue of Life.